# یو آنهوی
یو آنهوی (انگلیسی: Yu Anhui؛ زادهٔ ۳۰ آوریل ۲۰۰۱) بازیکن هاکی روی چمن اهل چین است.